# Euproctis fimbriata
Euproctis fimbriata är en fjärilsart som beskrevs av Lucas 1891. Euproctis fimbriata ingår i släktet Euproctis och familjen tofsspinnare. Inga underarter finns listade i Catalogue of Life.